# Vaour
Vaour är en kommun i departementet Tarn i regionen Occitanien i södra Frankrike. Kommunen ligger i kantonen Vaour som tillhör arrondissementet Albi. År 2022 hade Vaour 361 invånare.

## Befolkningsutveckling
Antalet invånare i kommunen Vaour
| Referens: INSEE |